# Julio César Borges
Julio César Borges dos Santos (Salto, Uruguay, 22 de agosto de 1931), es un exmagistrado uruguayo, quien se desempeñó como miembro del Tribunal de lo Contencioso Administrativo entre 2000 y 2001.

## Primeros años
Nació en Salto el 22 de agosto de 1931, hijo de Juan Borges y de Eudoxia dos Santos.
A partir de 1959 cumplió tareas como funcionario administrativo en el Poder Judicial.
Paralelamente cursó estudios en la Facultad de Derecho de la Universidad de la República, donde se graduó como abogado en 1965.

## Juez de Paz en el interior
En marzo de 1965 inició su carrera judicial al ser designado Juez de Paz de la primera sección judicial de Durazno, con sede en la ciudad de Durazno.
En octubre de 1966 fue trasladado al Juzgado de Paz de la primera sección judicial de San José, con sede en la ciudad de San José.

## Juez Letrado en el interior
En mayo de 1967 fue ascendido al cargo de Juez Letrado de Bella Unión.
En noviembre del mismo año fue trasladado al Juzgado Letrado de Salto de Primer Turno.
En diciembre de 1971 pasó a ser Juez Letrado de Pando.

## Juez Letrado en la capital
En febrero de 1974 ascendió a cumplir funciones como Juez Letrado en Montevideo, inicialmente como Juez Letrado Suplente.
En diciembre de 1974 fue nombrado Juez Letrado de Aduana de Primer Turno, pasando en agosto de 1976 al Juzgado Letrado de Hacienda de Segundo Turno.
En abril de 1977 pasó a desempeñarse como Juez Letrado en lo Penal de Sexto Turno, donde permaneció durante siete años.

## Tribunal de Apelaciones
En agosto de 1984 recibió un nuevo ascenso al ser nombrado integrante del Tribunal de Apelaciones en lo Penal de Tercer Turno.
En 1985, una vez finalizada la dictadura cívico militar y restablecida la democracia, fue ratificado en su cargo por la Suprema Corte de Justicia junto a los restantes miembros de los Tribunales de Apelaciones.
Permaneció en dicho tribunal durante más de quince años.

## Tribunal de lo Contencioso Administrativo
Tras producirse una vacante en el Tribunal de lo Contencioso Administrativo como consecuencia del retiro de Waldemar Burella en noviembre de 1999, y transcurridos 90 días sin efectuarse designación de su reemplazante por la Asamblea General, se tornó aplicable el artículo 236 de la Constitución, que prevé como mecanismo subsidiario de designación para los cargos vacantes en la Suprema Corte de Justicia, aplicable al TCA en función de la remisión efectuada por el artículo 308 de la Constitución, el ingreso del magistrado más antiguo de los Tribunales de Apelaciones. En aquel momento dicha calidad correspondía a Borges, por lo que se produjo su ingreso automático al TCA. Prestó juramento ante la Asamblea General el 16 de febrero de 2000.
Integró el TCA durante un año y medio, cesando en su cargo en agosto de 2001 al cumplir los 70 años, edad establecida como límite para integrar el Tribunal de lo Contencioso Administrativo según el artículo 308 de la Constitución, que se remite en cuanto a las condiciones para ocupar dicho cargo a las previstas para los miembros de la Suprema Corte de Justicia.
La vacante que dejó al retirarse fue cubierta en noviembre de 2001 con el ingreso por antigüedad de Carlos Rochón.